# Sparkassen Cup 1995
Lo Sparkassen Cup 1995 è stato un torneo femminile di tennis giocato sul sintetico indoor. È stata la 6ª edizione del torneo, che fa parte della categoria Tier II nell'ambito del WTA Tour 1995. Si è giocato a Lipsia in Germania, dal 25 settembre al 1º ottobre 1995.

## Campionesse

### Singolare
Anke Huber ha battuto in finale  Magdalena Maleeva per walkover

### Doppio
Larisa Neiland /  Meredith McGrath hanno battuto in finale  Brenda Schultz /  Caroline Vis con il punteggio di 6–4, 6–4